# マッスル坂井
マッスル坂井（マッスルさかい、本名：坂井 良宏〈さかい よしひろ〉、 1977年11月5日 - ）は、日本のプロレスラー、実業家、タレント、ラジオパーソナリティ、映像作家、脚本家、プラモデル原型師。後述の通り、2012年からは覆面レスラーのスーパー・ササダンゴ・マシンとしても活動している。
早稲田大学第二文学部中退、新潟大学大学院技術経営研究科修了。
会社経営者・プロレスラー・芸能活動（タレント・ラジオパーソナリティ）等と多方面の活動を同時並行しながら務めていることから、「三足の草鞋を履く」、「複数の草鞋を履きこなす」と称されている。

## 経歴
新潟県新潟市浜谷町（現：東区）で金型工場を営む家系に生まれる。
新潟明訓高校時代は剣道部に所属していた。一方で映画監督や漫画家にも憧れており、「ビッグコミックスピリッツ」で努力賞を受賞している。
一浪後早稲田大学第二文学部に進学。大学では「シネマ研究会」に所属して自主映画を製作する流れで、プロレスのドキュメンタリーを撮ろうと考え、アニマル浜口のジムの練習生となった。
後にDDTプロレスリングに参加し、在学中の2002年6月20日、DDT Club ATOM大会でのダーク・マッチで初登場を果たす。以来練習生として200試合以上をこなし、正式デビューに至らないまま（当時DDTの新人の登竜門であったスーパー宇宙パワー戦は2004年9月16日に経験しているが、雨のため大会は中止扱い、記録抹消）2003年1月4日にはアイアンマンヘビーメタル級王座に就くもすぐに脚立にタイトルを奪われるという失態を演じ、12月10日には当時の社長である一宮章一に映像班に専念することを言い渡された。
早稲田大学を中退した2004年7月31日後楽園ホール大会でスーパー宇宙パワー相手に正式デビュー戦。それに際し「マッスル坂井」と改名。その年の10月13日にはお笑い系プロレス興行「マッスル」をスタートさせる。
2005年には猪熊裕介、男色ディーノとのユニット「ドラマチック三銃士」で話題を博し、橋本友彦、男色ディーノとは昭和52年生まれ限定のユニット「B-52スペシャル」を結成する（橋本友彦のDDT退団により消滅）。2006年に入り頭をアフロにしたかと思うと大鷲透率いるDISASTER BOXに心酔してメンバー入り、「魔ッスル坂井」と名乗り解散後にマッスルに戻る。映像班も兼任。「DDTテック（現：TEC）」の社長でもあった。
2007年1月、今までDDTテックの社長ということでノーギャラでリングに上がっていたことに本人が気づいたため、DDTと初の選手契約を交わした。しかし、1試合当たり5000円のギャランティ契約であるらしい。
2007年6月3日、NOSAWA論外を騒音防止デスマッチで破り、DDTエクストリーム選手権第3代王者となる。
2008年4月、親しらずからバイ菌が入り、下アゴの骨が壊死しかけるという蜂窩織炎により緊急手術を行い、約3週間にわたり入院した。
2008年末の両国大会告知以降は映像班に専念し、2009年8月23日の両国大会を裏方として盛り上げる。
2009年9月9日、マッスルの元ネタであるハッスルに練習生として入団。この時点でDDTとは正式なレスラー契約をしていないため、DDT退団ではない。TAJIRIとのシングルでハッスルデビュー。
2009年11月29日、再びDDTへ戻り正式にレスラー契約を結び、2010年5月23日の大阪大会で復帰した。
2010年8月3日、実家の金型工場である坂井精機株式会社を継ぐためとして引退を発表。同年10月6日、後楽園ホールにて開催されたマッスルハウス10をもって引退し試合中に先日入籍していたことや近々子供が生まれる予定であることを発表した。20年後の2030年10月6日にマッスルハウス11を開催し、自身の子供を出場させる考えを示した。
帰郷後は新潟市東区に在住して坂井精機で勤務し、しばらくレスラーとして表舞台に上がることはなかったが、2012年2月19日のDDT後楽園大会では「マッスルの亡霊」役で1年半ぶりにリングに登場する。その後8月12日の武道館ピーターパンのマッスル提供ダークマッチ、マッスルハウス10.5に出場し限定復帰を果たした。この出場に備えて地元を拠点とする新潟プロレスにて練習を行っており、7月28日にはレフェリーとして新潟プロレスに出場している。
2013年現在、坂井精機では専務職にあること、新潟大学大学院の技術経営研究科に入学したこと、新潟プロレスにマスクマン（後述）として出場したことを明かしている。また、引退後は顔を隠してDDT後楽園大会に通っていたことを仄めかした。
2014年8月17日、DDT両国大会にて男色ディーノの指名を受けて限定復帰し、ディーノの持つDDTエクストリーム選手権に「インポータントサムシング時限爆破デスマッチ」で挑むが敗北した。試合後、DDTの映画進出第1号作品で総監督を務めることも発表された。
2015年4月29日、ユニオンプロレス後楽園ホール大会第6試合の福田洋vsスーパー・ササダンゴ・マシン戦が「2代目マッスル坂井決定戦」として行われた。勝利した福田が2代目マッスル坂井襲名の権利を得たが、坂井の代理人である川邊賢一郎弁護士が読み上げた権利書から襲名の権利に加え、住宅ローンや固定資産税ほか各種税金などの支払い義務も発生すると聞くと福田は辞退した。
2020年6月1日、坂井精機の代表取締役社長に就任。

## スーパー・ササダンゴ・マシン

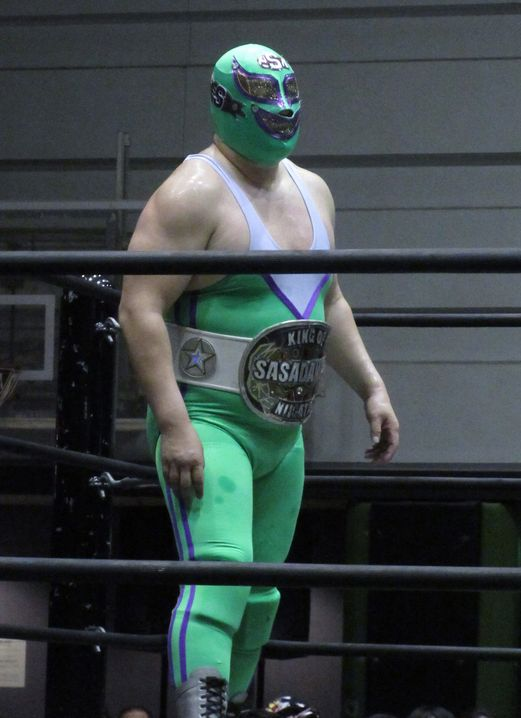
スーパー・ササダンゴ・マシン

スーパー・ササダンゴ・マシンは、かつて新潟プロレスに所属し、2023年10月時点ではDDTプロレスリング準所属の覆面レスラー。Microsoft PowerPoint（パワポ）によるプレゼンテーションを駆使し、ビジネス用語や小ネタを織り交ぜつつ、試合プランなどを披露する「煽りパワポ」と呼ばれる試合前のマイクパフォーマンスを得意とする。
新潟の名物でもある笹団子にスーパー・ストロング・マシーンをかけたオマージュプロレスラーとして誕生し、コスチュームやスーパー・ストロング・マシーンを模した覆面マスクは笹団子をイメージした緑色が基調となっている。
マッスル坂井が実父（当時：坂井精機代表取締役社長、現︰坂井精機会長）の急病と療養に伴う新潟への帰郷および社業入り後、紆余曲折を経てプロレスラー復帰を模索し、リングへの復帰を果たした際に誕生した姿だが、DDTのプロフィール上では謎のマスクマンとなっている。ただし後述のように、リング内外を問わず何かしらの理由で覆面を脱ぐことが少なからずある上、それとは関係なく選手や関係者から「坂井」と呼ばれることもあり、スーパー・ササダンゴ・マシンを名乗ってからも覆面を被らずに「マッスル坂井」として素顔でリングに上がることもある。
なお、オマージュ元のスーパー・ストロング・マシーンとして活躍した平田淳嗣は、「（スーパー・）ササダンゴ・マシンはダメ」と『G SPIRITS』40号（2016年8月発売、辰巳出版）に掲載されたインタビューで苦笑交じりに評しており、『八千代ライブ』などでササダンゴ・マシンと共演した角田龍平は「『八千代ライブ』など新潟ローカルのバラエティ番組では覆面を眉より上に捲り上げ、素顔を露出した状態で食リポを行うことが常套化しているササダンゴ・マシンは、（正体や素顔を事実上明かした上で活動していることが覆面レスラーとして特異的と言えることから）多くのマスクマンが長年守ってきた神秘性を著しく毀損していて、（平田はそれを）許せないのではないか」と推察した上で、2016年8月に行われたWEB配信番組の法律相談企画でマスクの著作権・意匠権の侵害を理由に平田から訴訟を起こされるケースを想定し、見解を求めたササダンゴ・マシンに対して、「（平田から）ダメ出しされたのは知的財産権を侵害したからではなく、（元来の）マスクマンとしての矜持が欠如しているから」と返答している。
好きなプロレスラーはザ・ロック（ロック様）ことドウェイン・ジョンソン。

### 来歴
- 2012年10月21日、「新潟プロレス in 山王苑」大会にてvs ときのひな戦でデビュー。
- 2013年3月3日、新潟プロレス道場マッチにて新潟無差別級王者シマ重野と初シングル。
- 2013年7月15日、DDT新潟市鳥屋野総合体育館大会に怪覆面MSとして現れるも、マスクを剥がされてしまう。新潟出身のDJニラと組み、高木三四郎&飯伏幸太組と対戦しニラの脚延髄のアシストから高木にバーディクトでフォールする。
- 2013年10月2日、「DDT48総選挙」で9位に入った。
- 2014年1月3日、HARASHIMAの持つDDT EXTREME級選手権において「新春プロレスかるたデスマッチ」ルールで挑むも、敗れた[14]。
- 2014年3月21日、DDT後楽園ホール大会での「いつでもどこでも挑戦権ロイヤルランブル」に参加、DJニラに自身のマスクをかぶせ視界を失わせるという攻撃を行い権利書を獲得し、これ以降行使するまで奪われること無く保有し続ける。
- 2014年5月18日、ユニオンプロレス後楽園大会「ゴールデンユニオン」にて竜剛馬が持つ世界アイポケ級選手権にNO-DQ Only 「SAY YES」デスマッチ（当時渦中にあったCHAGE and ASKAのヒット曲『SAY YES』サビの締めである「SAY YES」を相手に歌わせた方が勝ち）で挑み、勝利。ササダンゴ・マシンは「アメリカ南部ではだいぶやられている試合」と語った[15]。以後アイデアポケットとの提携が終了したため世界アイポケ級選手権は封印状態にあるものの、入場時に世界アイポケ級のベルトをしばらく巻き続けていた。
- 2014年6月29日、DDT後楽園ホール大会にてKO-D無差別級王者（当時）HARASHIMAの試合後に突如登場。本部席からPowerPointを使用し「自己紹介・挑戦理由・勝利方法」等を次々にプレゼン[16]した上で、保有していた「いつでもどこでも挑戦権」を行使。マッスル坂井時代から通じて初のKO-D王座挑戦も敗北[17]。
- 8月23日、新潟プロレス・新潟デンカビッグスワンスタジアム大会にて保坂秀樹の保持する新潟無差別級選手権に挑戦するが、試合は自らアイス・バケツ・チャレンジをした後に保坂のラリアットを喰らい、ササダンゴ・マシンが敗れた。
- 2015年2月15日、全身白のコスチュームで桜庭和志と対戦し、バナナの皮を使って桜庭を滑らせるものの敗戦。
- 3月29日、ディーノとのタッグでKO-Dタッグ王座に挑戦し、妖怪子泣き爺になったり頭を丸めたりするも、敗れた。
- 同年8月限りで新潟プロレスを卒業し、「DDT準所属」になった。
- 2016年3月21日、ケンドー・カシンの持つDDT EXTREME級選手権に挑戦。アルティメットロワイヤル有刺鉄線パワーポイント・ノー電源爆破PWFルールで対戦し勝利する。
- 心臓疾患によりプロレス活動のみを休業。
- 2017年3月20日、ディーノvsジョーイ・ライアンの「『DDTがDDTであるために』20年のエンタメ集大成！ワールドワイド世界一ヤバいヤツ決定戦」にて、インターナショナル・パワーポイントを披露した。
- 5月8日、高木とタッグを組んで鈴木みのる&ロッキー川村組と復帰戦を行うも、敗れた。
- 2018年9月23日、再結成されたDISASTER-BOXに加入する為にリング上で自らマッスル坂井だとあっさり告白した。
- 2021年6月6日、さいたまスーパーアリーナにて開催されたCyberFight Festivalにてディーノとタッグを組み杉浦貴&桜庭和志組との異次元対決が実現。この試合を実現させるため、ササダンゴ・マシンは何度もプロレスリング・ノアの会場に足を運んだが、その様子も配信された。試合は杉浦のオリンピック予選スラムからの体固めでササダンゴ・マシンがフォールされ負け。

## 芸能活動
かつてフジテレビで放送された『WWEスマックダウン』に、当時のエースだったブロック・レスナーのそっくりさんに扮しスタジオの観客達に混ざっていた。また、レスナーの真似をして試合をしたこともあった。
2007年4月、デトロイト・メタル・シティとのコラボでTシャツを製作する。しかしデザインが某メジャー団体のロゴと酷似していたため、Tシャツ担当者から買取を命じられた（本当に買い取ったかどうかは不明である）。
2007年6月2日、ルミネtheよしもとにて行われたお笑いイベント、ダイナマイト関西Rにプロレス界から初の出場を果たす。1回戦はシードながら、2回戦で中山功太、準決勝でお笑い芸人の大水洋介（ラバーガール）と撃破し、名立たる芸人を差し置いてまさかの決勝進出を果たした。決勝戦では家城啓之（当時カリカ）に1-0で敗れるも、準優勝という成果を上げている。
2007年9月12日、Zepp Tokyoにて行われたダイナマイト関西RXに出場、1回戦で西田幸治（笑い飯）に1-0のスコアで勝利し、大会屈指の番狂わせと言われた。しかし最終結果は2回戦で後藤淳平（ジャルジャル）に2-1で敗れ敗退となった。
2008年1月5日より、『めちゃ×2イケてるッ!』（フジテレビ）の企画「只今参上 色とり忍者・第二章」に徳川綱引将軍役で出演した（以前は「単位上等!爆走数取団」の関取団として参加していた）。
2008年6月7日 - 13日、YOSHIMOTO DIRECTOR'S 100 〜100人が映画撮りました〜の企画で、映画監督に初挑戦した『シルバーホストG』（主演:村上ショージ）が公開された。
2010年8月21日、ディファ有明で開催されたダイナマイト関西2010 secondに出場したが、1回戦では小籔千豊に対してサドンデスまで持ち込むも敗れた。なお、この大会では各選手の入場VTR作成を坂井が担当した。
2012年2月4日、「バッファロー吾郎Aの試練の大喜利十番勝負」にバッファロー吾郎Aの4番目の対戦相手として登場し、3ポイント先取のルールで出した3回答すべてでポイントを獲得して勝利する。なお、このイベントの会場はマッスルでも常打ちとしていた北沢タウンホールであった。
2013年9月14日のAOMORI ROCK FESTIVAL -夏の魔物-内で行われたトークショー、「KAMINOGE ROCK FESTIVAL'13」に出演、この出演に際してAOMORI ROCK FESTIVAL公式サイトにて近況を語っている。
スーパー・ササダンゴ・マシンとして煽りパワポで名を馳せてタレント活動も本格化していた2015年6月12日、芸能活動に関して松竹芸能所属（文化人枠）になることが発表された。
同年11月11日、『水曜日のダウンタウン』に「近年のプロレス、表現の幅広がってる説」で出演した。その後も数回出演している。
2017年12月からの日本映画専門チャンネルでの「私がつくった番組 マイテレビジョン」の放送で、スーパー・ササダンゴ・マシン名義でパワーポイント解説を担当。
地元新潟で放送されているローカル情報番組『八千代コースター』（NST新潟総合テレビ）には、2013年の番組開始からマッスル坂井名義でレギュラー出演し、2021年4月以降はスーパー・ササダンゴ・マシン名義で司会として出演している。
2019年以降、『マッスル』への参戦をきっかけに交友を持つ酒井一圭がリーダーを務める純烈のコンサート公演での芝居部分について、脚本作成に参加した上で公演にもスーパー・ササダンゴ・マシンとして出演している。2023年には自らのリングネームを冠した公演「スーパー・ササダンゴ・シアター『謎解きはラウンドの後で』」を演出家で元双数姉妹主宰の小池竹見とともに制作している。
2021年4月からは、ローカル情報バラエティ番組『新潟全県民バラエティ 水曜見ナイト』（新潟放送）にもコーナーレギュラーとして出演しており、不定期でスタジオゲストも務めている。
2021年7月には、BSNラジオの日曜深夜（月曜未明）の放送枠を買い取り、『スーパー・ササダンゴ・マシンのチェ・ジバラ』をスタート。従兄が経営する放送関連企業の倉庫に保管されていた旧新潟県民エフエム放送（FM PORT）の機材を流用した収録スタジオ（通称「スタジオ・ジバラ」）で収録・編集を行い、BSNへ完パケ納品する形でオンエアされている。
2021年12月放送の『炎の天狐 トチオンガーセブン』テレビドラマ版第2シリーズに片桐米次郎役・ムカデウラミの声として出演し、俳優デビューを果たした。なお、2019年3月にテレビ東京系列で放送されたドラマ『〜元気の出るごはん〜タチ喰い!』にスーパー・ササダンゴ・マシンがスーパーの店員として出演したが、同ドラマを料理番組であると説明し、料理シーンでのレシピや料理手順の解説を行った。
2022年3月末に松竹芸能を退所し、翌4月1日よりSLUSH-PILE.に業務提携の形で移籍した。

## スーパー・ササダンゴ・マシンプラモデル
2018年に金型技術を生かしたプラモデルキット制作を発表し、諸事情で保留状態になっていたものの、コロナ禍を経て2022年に組立式プラモデルキット「1/12（12分の1）スケール スーパー・ササダンゴ・マシン プラモデル」（通称：ササプラモ）を完成させた。新規事業参入という形で坂井精機が製造・販売元となり、デザインや金型作成など制作・製造・販売には社長のササダンゴ・マシン（坂井良宏）だけでなく、坂井精機全社員が関わっている。
2023年には他社とのコラボとして、ガイアノーツから模型用塗料「ササダンゴパールグリーン」が、ゴッドハンドからは模型用ニッパー「ササダンゴニッパー」がそれぞれ発売された。

## 得意技
バーディクト
マッスル坂井、ササダンゴ・マシン共通で使用しているフィニッシャー。
マッスルロック（フルネルソン）
マッスルスープレックス
投げっぱなし式のフルネルソンスープレックス。
マッスルボンバー
ダイビングニードロップ
仕掛ける際に観客に手拍子を要求し、高確率でかわされることもある。
ベリートゥーベリースープレックス
フォールアウェイスラム
ハリケーンミキサー
バッファローマンを模したコスチュームのときに使用する。
マッスルスタンプ
足踏み。
垂直落下式リーマン・ショック
リストロック式インプラントDDT。
ササダンゴ・マシンが初のKO-D戦に挑むにあたって開発した技。被験者である新潟プロレスのブラックトムキャット曰く「HPが35%減った」・コシ☆ヒカ〜ル曰く「2発で70%減った」との発言から、3発食らわせると相手を倒すことができる。または、企業が相手ならば理論上は倒産させることができるとしている。厳密に計算すると、0.65の3乗＝0.274625で幾ら掛けても0にはならない。（ササダンゴ曰く、倒せない、倒産させられない。）
2014年6月29日のDDT後楽園ホール大会にてKO-D無差別級王者（当時）HARASHIMAに3発食らわせることが出来たものの敗北した。
飯伏式リーマンショック
ササダンゴ・マシンが7ヶ月ぶりの復帰戦にあたり新必殺技を飯伏プロレス研究所へ外注した結果、開発された技。通常の垂直落下式リーマンショックのリストクラッチ状態から一度ファイヤーマンズキャリーの形で背中に担ぎ、そこから垂直落下式に相手を落とす。担がれた状態で首が締まるため、拷問技の要素も追加されている。
キドクラッチ式リーマンショック
キドクラッチと同型。身長と体重以外何一つとして勝っていないササダンゴ・マシンが、坂口征夫対策に開発した格闘家系レスラーの弱みである丸め込み技で、征夫の父でもある坂口征二が苦手としていた抜群のフォール率を誇る技。臨床実験の際被験者のコシ☆ヒカール曰く、体重差のあるササダンゴに丸め込まれるとササダンゴの体重のかけ方が上手すぎて必要以上に苦しく、「HPが35%も消耗しました」と言っている。
3回成功すれば、垂直落下式リーマンショックと同様に企業なら倒産させることが可能である。
バナナの皮
イグノーベル賞物理学賞を受賞している北里大学の馬渕清資教授の研究で「バナナの皮は通常の床の6倍滑る」ということを生かしコーナーに追い詰められたササダンゴ・マシンがセコンド（主に勝俣瞬馬）からこっそり皮を渡してもらい相手を6倍の威力で滑らせる技。滑った相手を垂直落下式リーマンショックに移行する。
子泣き式男色ドライバー
男色ディーノとの合体技。勝利のためなら悪魔と化してもいいと思ったササダンゴ・マシンが妖福亭鶴瓶、妖ゐこ、TK妖が所属する上方妖怪界の二大プロダクションの妖竹芸能に入社して妖怪子泣きじじいと化して2,000kgになったササダンゴ・マシンが男色ドライバーを決めにかかるディーノの背中におぶさりながら決める合体式の男色ドライバー。ディーノの体重105kgと子泣きじじいとなったササダンゴ・マシンの体重2,000kgを加えて合計2105kgのダメージを相手に与えることが可能となる。但し、試合ではディーノが患ってるヘルニアの影響もあり一回が限度の必殺技でもある。
オムツかぶせ式リーマンショック
ササダンゴ・マシン自らプレゼンしたもはや臨床実験不可能の必殺技。感動的な雰囲気の中で、ササダンゴ・マシンが12日の朝から着用している紙オムツを対戦相手の丸山敦に渡し、「これで涙を」と言い、オムツをかぶってしまうことを想定したうえで考案した必殺技。マスクマンの悲しい性でどうせ被ると想定していたが当日、観戦に来ていた丸山のファンでもある入江茂弘の母が息子に送ったメッセージで丸山は号泣するも、丸山に呼ばれて登場した入江が母に送ったメッセージでササダンゴ・マシンが逆に泣いた上、その丸山にオムツを渡されると、オムツをかぶせられた状態で丸山のTAJIRI公認バズソーキックを喰らってしまい、ササダンゴ・マシンはあえなく敗れてしまった。
フライングボディアタック
AbemaTVの年末特番「朝青龍を押しだしたら1000万円」にプロレス界最強の頭脳として挑戦した際に、元横綱の朝青龍が未経験であり同対戦のルールに抵抗しないプロレス技として使用された。

## 入場曲
マッスル坂井
- Reload（ロブ・ゾンビ）

スーパー・ササダンゴ・マシン
- 移民の歌（トレント・レズナー、カレンO）
  - ただし、バラエティ番組などでは移民の歌ではなく、パワーホール（異母犯抄）が使用されることもある。

## タイトル歴
DDTプロレスリング
- DDT EXTREME級王座…第3、35、62代
- KO-D6人タッグ王座…第20、22、50代
- KO-D10人タッグ王座…初代、第3代
- アイアンマンヘビーメタル級王座…第85、88、90、161、762、1286、1288、1290、1298、1300代
- 自由が丘広小路会認定6人タッグ…第3代
- 日本海6人タッグ…初代

マッスル
- IWGT王座…第0代（初代王者決定戦には勝利したが試合後ベルトが巻けなかったので剥奪）

その他
- 世界レノマ級王座…初代、第3代
- 世界アイデアポケット級王座…第5代

## メディア出演

### テレビ
- 『めちゃ×2イケてるッ!』只今参上!色とり忍者（2008年 - 2009年6月、フジテレビ系列）コーナーレギュラー、将軍・徳川綱引 役
- 『NHK高校講座 社会と情報』（2016年、NHKEテレ）レギュラー　※スーパーササダンゴマシン
- 『八千代コースター』（NST新潟総合テレビ）レギュラー→司会　※スーパーササダンゴマシン
- 『八千代ライブ』（NST新潟総合テレビ）レギュラー　※スーパーササダンゴマシン
- 『水曜日のダウンタウン』（2015年 - 、TBSテレビ）プレゼンターなどで出演。2017年6月には飯伏幸太と「プロレスラー」のコンビ名で漫才を披露。
- 『ますおか岡田&スーパーササダンゴマシンのパァ!さんぽ〜看板娘いませんか?〜』（2017年、AbemaTV） - MC※スーパーササダンゴマシン
- DDT VS サイバーエージェント 路上プロレス-男色死亡遊戯-（2017年12月21日、AbemaTV）[24]※スーパーササダンゴマシン
- 朝青龍を押し出したら1000万円（2017年12月31日、AbemaTV）[25]※スーパーササダンゴマシン
- ササダンゴマシンの芸人リノベ計画（2018年1月2日、フジテレビ）[26]
- コンとコトン（NHK総合、2018年 - ） ※スーパー・ササダンゴ・マシン
- オールスター後夜祭（2018年4月1日[27]、2019年4月7日[28]、TBSテレビ）
- 7.2新しい別の窓（2019年1月1日[29]、AbemaTV）
- 〜元気の出るごはん〜タチ喰い!（2019年3月18日 - 25日、テレビ東京）[30] - スーパーの店員 役[31]
- 旗揚！けものみち（AT-Xほか、2019年10月 - 12月）番組内ミニコーナー「今週のけものみち」　※スーパー・ササダンゴ・マシン
- マヂカルクリエイターズ（2021年4月 - 、テレビ東京）ナレーター ※スーパー・ササダンゴ・マシン
- 新潟全県民バラエティ 水曜見ナイト（2021年4月 - 現在、新潟放送テレビ）「クイズ!この街BINGO3」レポーター ※スーパー・ササダンゴ・マシン
- 炎の天狐 トチオンガーセブン（2021年12月、NST新潟総合テレビ）片桐米次郎役・ムカデウラミの声

### ラジオ
- アフター6ジャンクション（2018年4月 - 、TBSラジオ）月1回月曜日出演
- スーパー・ササダンゴ・マシンのチェ・ジバラ（2021年7月5日 - 、BSNラジオ）
  - チェ・ジバラのつづき（2023年4月3日 - 、BSNラジオ、Artistspoken）
- スーパー・ササダンゴ・マシンのセッパン!（2024年4月5日 - 、BSNラジオ）

### 雑誌・書籍
- KAMINOGE 巻末連載「マッスル坂井と真夜中のテレフォンで。」
- 月刊機械技術 2021年12月号 「Top interview 独自技術で光る日本の機械加工現場 #21」（日刊工業新聞社）※坂井良宏名義での掲載
- 月刊機械技術 連載「スーパー・ササダンゴ・マシンの今日も原価割れ」（日刊工業新聞社、2022年5月号 - ）※スーパー・ササダンゴ・マシン名義での掲載

### その他
- MONDO GROSSO「BLZ」ミュージック・ビデオ
- いい番組みよう！キャンペーン2019（2019年10月19日 - 11月30日、衛星放送協会・日本ケーブルテレビ連盟） - キャンペーンキャラクター ※スーパー・ササダンゴ・マシン[32]
- 街録ch〜あなたの人生、教えて下さい〜（YouTube番組）

## 作品

### 映画
- シルバーホストG（2008年6月7日公開） - 監督・脚本
- 劇場版プロレスキャノンボール2014（2015年2月16日公開） - 監督[33][34]
- 俺たち文化系プロレスDDT（2016年11月26日公開） - 監督[35]
- インクレディブル・ファミリー（2018年8月1日公開） - 出演・クラッシュアー 役（日本語吹替）※スーパー・ササダンゴ・マシン名義[36]

### DVD
- スーパー・ササダンゴ・マシンによるコミュ障サラリーマンのためのプレゼン講座（発売元・ポニーキャニオン、ササダンゴマシンプレゼン講座制作委員会、2016年4月6日[37]）　※スーパー・ササダンゴ・マシン

### CDシングルへの客演
- ザ・リーサルウェポンズ『シューティングスターレディオ feat.宇多丸,スーパー・ササダンゴ・マシン』(2022年10月26日)
1. シューティングスターレディオ feat. 宇多丸, スーパー・ササダンゴ・マシン

### 注
1. ↑  「・」抜きのスーパーササダンゴマシンという表記も使用されることがある。